# Gyranusoidea iranica
Gyranusoidea iranica — вид дрібних їздців родини Encyrtidae.

## Поширення
Вид виявлений в іранській провінції Фарс поблизу міста Бейза

## Опис
Довжина тіла 0,9-1,1 мм. Голова, груди, черевце і ноги жовтуваті, мезоскутум і скутеллюм частково коричневі.

## Спосіб життя
Паразитує на борошнистих червецях роду Chorizococcus, шкідниках винограду.